# The Vale: Shadow of the Crown
The Vale: Shadow of the Crown (сокр. The Vale) — компьютерная игра в жанре Action/Adventure/RPG, практически не использующая графику, что роднит её со звуковыми играми. Сюжет выстроен вокруг путешествия слепой принцессы. Игрок может бродить по городам, сражаться в ближнем бою, охотиться с помощью лука, выполнять квесты и делать сюжетные выборы, ориентируясь исключительно на слух.
Игра вышла 19 августа 2021 года и стала дебютным проектом инди-студии Falling Squirrel. Финансирование было привлечено с помощью программ Ubisoft Indie Series и Ontario Creates. Игра получила положительные отзывы критиков, а также была номинирована на звание «инновация в сфере доступности» на The Game Awards 2023.

## Игровой процесс

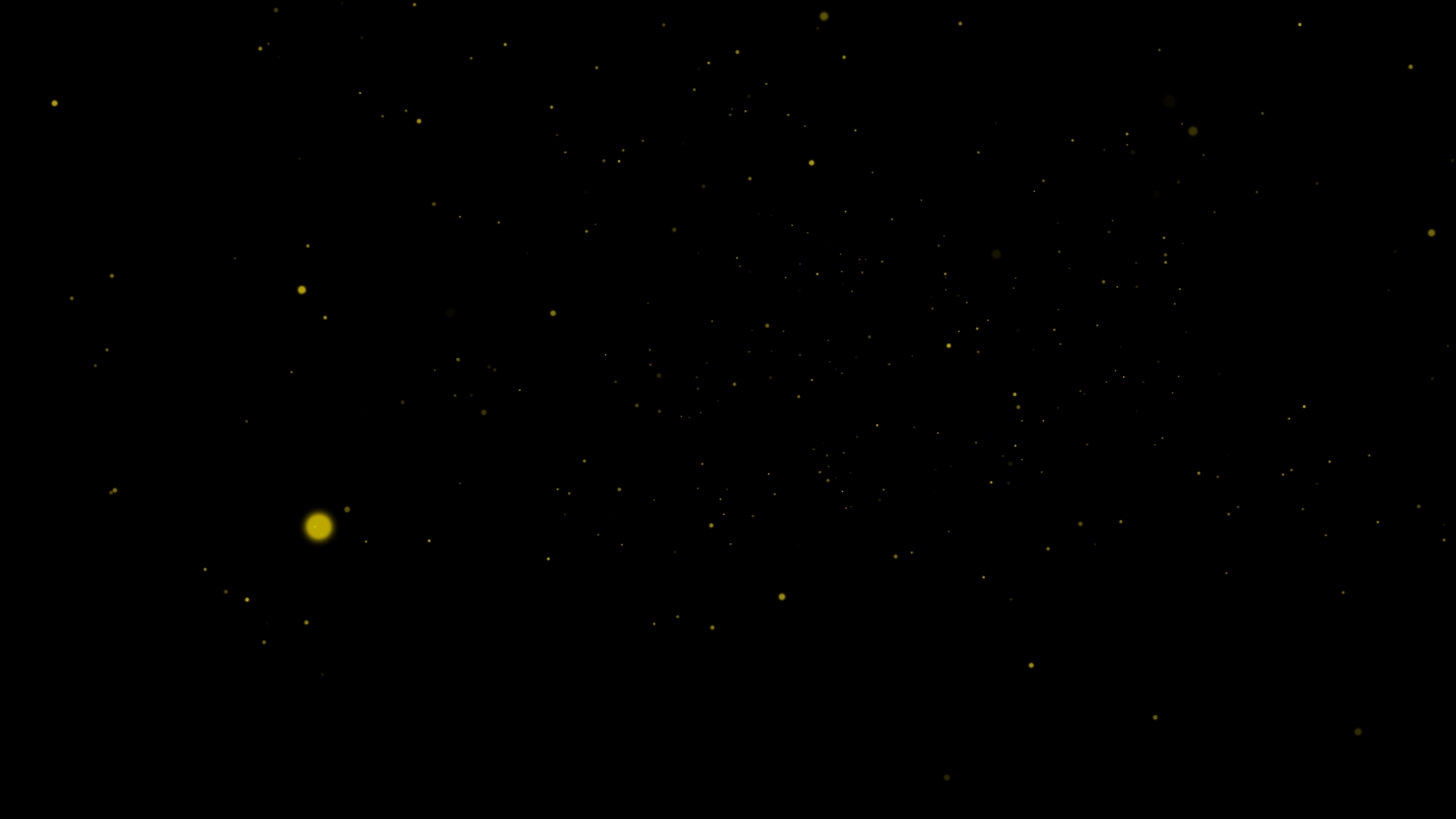
The Vale не использует графику, лишь отображает разноцветные пятна для упрощения ориентирования. Сейчас день, протагонистка находится на открытом воздухе, поэтому пятна жёлтого цвета

The Vale: Shadow of the Crown — игра в жанре Action/Adventure/RPG. За исключением меню, в игре не используется графика: на экране отображаются лишь движущиеся пятна на чёрном фоне, цвет и форма которых меняется в зависимости от места действия, времени суток и погоды — например, во время дождя они становятся синими и начинают стекать сверху вниз. Игрок ориентируется в виртуальном мире благодаря бинауральному аудио и тактильной отдаче контроллера; в меню все опции озвучиваются диктором.
Слепую протагонистку сопровождает спутник, описывающий окружающий мир и происходящие события по ходу приключения. В городах и во время некоторых квестов игрок может свободно перемещаться по локации, причём чем быстрее перемещается героиня, тем проще врагам её заметить. Точки интереса издают звук, положение и громкость которого меняется по мере передвижения игрока: например, в городах кузнец стучит молотом, из таверны звучит музыка, а торговец криками привлекает клиентов. Если игрок соглашается на побочное задание, он переносится в соответствующую локацию, из которой не может выбраться, пока не выполнит квест. Некоторые квесты представляют собой стелс-миссии, некоторые — битвы на ходу в духе рельсовых шутеров, а некоторые — решение головоломок. Выполнение побочных квестов помогает улучшить боевые характеристики героини — например, заработанные деньги можно потратить на покупку улучшенного снаряжения.
Во время боя героиня стоит на одном месте. Враги нападают слева, спереди и справа, используя один из типовых приёмов — мощная атака, серия быстрых выпадов, выстрел из лука, и так далее. Игрок, ориентируясь на слух, должен реагировать на угрозы, выставляя щит, контратакуя или используя магию. У каждого вида врагов есть собственный набор атак и издаваемых звуков. Также протагонистка умеет стрелять из лука, что может быть использовано как перед боем, так и во время охоты за дикими зверьми.
За исключением побочных заданий, The Vale представляет собой линейную игру, конечная цель которой — добраться до столицы. Периодически игра даёт игроку выбор: например, стоит ли выдвинуться утром, чтобы спутник мог сориентировать героиню, или ночью, чтобы остаться незамеченным для врагов. Прохождение игры занимает 5—7 часов.

## Сюжет
Главная героиня игры — девятнадцатилетняя принцесса Алекс (полное имя — Александра Денхолм), слепая от рождения. Король почти не проводил время с дочерью, уделяя всё внимание её брату-близнецу Тео, законному наследнику престола, и воспитанием Алекс занимался дядя. Под его руководством Алекс научилась сражаться и стрелять из лука, ориентируясь исключительно на слух. Когда король умер, Алекс достался в управление замок на отшибе на западной окраине страны. Алекс с дядей отправляются в новое владение, однако натыкаются на орду варваров, марширующих в сторону столицы. Дядя погибает в бою, а Алекс решает вернуться в столицу и рассказать брату о грядущей войне.
Вскоре Алекс встречает раненого мужчину, представившегося пастухом. Принцесса помогает пастуху залечить рану и уговаривает его присоединиться к путешествию, заявив, что она родом из зажиточной семьи и её сопровождение будет высоко вознаграждено. Через некоторое время, несмотря на возражения пастуха, к путешествию присоединяется слепая нищенка по имени Мэгги. Когда в лесу на троицу нападают странные волки, Мэгги использует магию, чтобы сразить нападающих. Она признаётся, что является провидицей, способной контактировать с миром Фэй — как и главная героиня. Она объясняет, что волки одержимы тенями из мира Фэй, и просит помочь в расследовании этого феномена. Заглядывая в мир Фэй через разломы, Алекс и сама постепенно постигает пути магии.
Через контакты с разломами и разговоры с другими провидцами Алекс узнаёт больше о себе и происходящих событиях. Алекс является законной наследницей престола, поскольку родилась раньше своего брата, однако её отец не мог представить слепую девушку на троне и решил скрыть правду ото всех, включая собственных детей. Войну между королевством и варварскими племенами спровоцировали Фэй, поскольку любой воин, павший в бою, попадает в мир Фэй, а им требуется армия для реализации собственных планов. Пастух же на самом деле является воином одного из племён по имени Абдул Рашид, который надеялся догнать отправившегося в сторону столицы вождя, сдать ему принцессу и получить награду.
Благодаря своему дару провидца, Алекс переживает возможные варианты развития событий. Если принцесса пробьётся в осаждаемую столицу, то Абдула заберут в темницу, а Тео возглавит сражение, в котором погибнут сотни солдат. Алекс решает вместо этого последовать плану Абдула и добровольно сдаётся в плен варварам. В разговоре с вождём Алекс представляется королевой и предлагает вождю мирный договор, однако вождя её предложение не заинтересовывает. Победив вождя в бою, Алекс убеждает солдат орды развернуться и вернуться к своим семьям. Встретившись с братом, Алекс уговаривает его заключить мир с варварами, отдав унаследованные принцессой приграничные владения.
Алекс решает не раскрывать правду о своём рождении. Тео остаётся народно любимым королём, а Алекс берёт на себя роль защитницы королевства, прислушивающейся к нуждам простых людей и следящей за тем, чтобы Фэй больше не угрожали миру. Она продолжает поддерживать контакты с Абдулом, вернувшимся на родину и поддерживающим мирную жизнь там, и Мэгги.

## Разработка и выпуск
The Vale — дебютный проект канадской студии Falling Squirrel, созданный при участнии Creative Bytes Studios. По словам руководителя студии Дэвида Эванса, Falling Squirrel хотела создать аудиоигру со слепым протагонистом, и он решил, что будет удачным решением взять слепого принца или принцессу и забросить его в опасный средневековый мир — «смесь знакомых тропов, но с оригинального ракурса».
Демо-версия игры была представлена на Reboot Develop RED, где она выиграла специальный приз и попала в шорт-лист награды за лучшее аудио; и на Ubisoft Indie Series, где студия выиграла грант от Национального банка Канады. Дополнительное финансирование было привлечено через грант от канадского правительства по программе Ontario Creates. При создании игры разработчики консультировались с сотрудниками фонда CNIB, занимающегося помощью слепым людям. Также разработчики получали много отзывов от сообщества сайта Audiogames.net, большую часть которого составляли незрячие и слабовидящие люди. Игра создана на движке Unity.
The Vale: Shadow of the Crown вышла 19 августа 2021 года.

## Награды и критика
The Vale получила положительные отзывы критиков; средний балл игры на Metacritic составляет 82 из 100 на основе 10 рецензий. Одра Боулинг в рецензии для RPGFan оценила игру в 93 %, похвалив «феноменальный аудиодизайн» и хорошее чувство погружения, однако отметив, что игроку требуется проявить некоторое терпение, чтобы освоиться в столь необычной игре. Луис Маурисио из RPGamer поставил игре 4 звезды из 5, заявив, что игра «предлагает уникальную возможность зрячим игрокам … понять, как „видят“ мир слепые». Ярослав Гафнер из Riot Pixels оценил игру в 70 %, назвав её «приключением на один раз». Он отметил, что в игре есть все качества, необходимые для игры для слабовидящих, однако раскритиковал однообразные сражения и города.
The Vale: Shadow of the Crown была номинирована на звание «инновации в сфере доступности» на The Game Awards 2021, однако награду получила Forza Horizon 5. Polygon включил The Vale в список «семи игр, продвинувших доступность в 2021 году».